# 구리노에촌
구리노에촌(栗野江村)은 니가타현 사도군에 설치되었던 촌이다. 현재의 사도시에 해당한다.